# 26963 Palorapavý
(26963) Palorapavý, denumire internațională (26963) Palorapavy, este un asteroid din centura principală de asteroizi.

## Descriere
26963 Palorapavý este un asteroid din centura principală de asteroizi. A fost descoperit pe 13 august 1997 la Observatorul din Ondřejov de Petr Pravec. Asteroidul prezintă o orbită caracterizată de o semiaxă mare de 2,58 ua, o excentricitate de 0,20 și o înclinație de 6,5° în raport cu ecliptica.